# 未来の花束
「未来の花束」（みらいのはなたば）は、ぷいぷい軽音部のデビューシングル。2011年11月2日にエピック・レコードから発売。

## 概要
毎日放送（MBSテレビ）で平日夕方に放送されている関西ローカルの情報番組『ちちんぷいぷい』で、2010年1月20日に「おいしいうた」として取り上げてきた楽曲をまとめたコンピレーション・アルバム『すごくおいしいうた』を発売した。そのリード曲として収録され、今回のシングルにもカップリング曲として収録される「明日の空」に続く『ちちんぷいぷい』完全プロデュース第2弾として、今回はシングル盤としてリリースされることになった。ちなみに、本編の二分ちょうどくらいには、男の子のパンツが出てくるなど、体育大会を流したものもある。
CDジャケットには、『ちちんぷいぷい』出演者の西靖、河田直也、山中真の各アナウンサーと、番組内でニュース解説を担当する同局元社会部デスクの石田英司の4人が起用され、ジャケット撮影およびハンドクラップ（手拍子）として参加した際の収録の模様が、2011年10月19日の番組内で報告されている。
『すごくおいしいうた』のジャケットに起用され、2011年9月末で『ちちんぷいぷい』を離れた角淳一もハンドクラップ（手拍子）で参加しており、「Special Thanks」の一員として名前が記載されている。
ジャケットは、通常盤（青盤）と年内限定版（白盤）の2種類。

## 宣伝活動
『すごくおいしいうた』の際と同様に、今回も宣伝活動を行うことになり、『すごくおいしいうた』のオリコンチャート初登場14位よりも上位を目指し、オリコン初登場10位以内の目標を立てて臨むことになった。
これに伴い、上記CDジャケットに起用された石田を除いた3人のアナウンサー（西が宣伝隊長）と、『すごくおいしいうた』でも宣伝活動を行ったU.K. ことくっすん、さらに新人アナウンサーで月曜中継担当アナウンサーの福島暢啓の5人と、参加アーティストで「未来の花束キャンペーン隊」を結成した。上記の目標を達成できない場合には、『ちちんぷいぷい』内での罰ゲームとして、参加アーティストを除いた隊員全員が、1日「おしゃれパーマ」をかけて番組に出演することが決まっており、2011年10月31日の番組内で発表された。
CD発売初日（2011年11月2日）には、河田が宣伝活動の一環として『THE NAKAJIMA HIROTO SHOW 802 RADIO MASTERS』（FM802）に生出演。『ちちんぷいぷい』と放送時間が重なる17:14 - 17:28には、両番組の間でサイマル放送を実施した。MBSテレビとFM802によるサイマル放送は、両局史上初の試みである。
発売日翌日にあたる2011年11月3日には、兵庫県西宮市の商業施設である阪急西宮ガーデンズにて、ぷいぷい軽音部によるスペシャルライブが開かれた。同日は祝日で、これまでの祝日には『ちちんぷいぷい』は休止されていたが、通常通り番組が放送され、この模様を生中継を結んで届けた。会場には、番組本番中の西も大阪茶屋町の毎日放送から阪急電車で駆けつけたが、かりゆし58の前川はコンサートツアー中のため不参加であった。『明日の空』は、ji ma ma→ひいらぎ、植村花菜→Dew、城南海→和紗、かりゆし58→カサリンチュが担当し、『未来の花束』は、前川のパートをPENGIN・XICOが担当した。
2011年11月8日の『ちちんぷいぷい』では、『すごくおいしいうた』の時と同じ趣向で、オリコンウィークリーチャートの順位を発表。同局アナウンサーの馬野雅行の実況を交えながら、毎日放送の本社1階アトリウムから発表の模様を中継した。結果は『すごくおいしいうた』と同じ初登場14位（全国累計7,061枚）で、翌日の放送（同月9日、U.K.は翌々日の10日「昔の人は偉かった」のコーナー）に（参加アーティストを除く）「未来の花束キャンペーン隊」のメンバーがパーマ姿で出演することが決定した。ただし、発表に同席したEPICレコード代表取締役の一志訓夫からの提案で、パーマの対象者を5名から4名に変更。この提案を受けた西は、他のアナウンサーより泊まり勤務でテレビの『MBSニュース』を担当する機会が多いことを理由に、新人アナウンサーの福島にのみ対象から外すことを発表した。なお、『ちちんぷいぷい』の海外取材企画「リアル世界くん」でイスラエルに滞在中の山中や、「水曜生中継」リポーターの河田もパーマ姿で9日の中継に登場している。

## ぷいぷい軽音部（参加アーティスト）
※表記・並びは五十音順。
- 中孝介
- カサリンチュ
- 和紗
- しおり
- Dew
- ひいらぎ
- PENGIN
- 前川真悟（かりゆし58）
- まきちゃんぐ

## 収録曲
1. 未来の花束 [5:46]
  - ぷいぷい軽音部

作詞：村山辰浩[1]、作曲：末光篤
  - 毎日放送『ちちんぷいぷい』3代目エンディング曲
2. 明日の空 [5:01]
  - おいしいうたファミリー

作詞：PENGIN、作曲・編曲：藤本和則
  - 毎日放送『ちちんぷいぷい』2代目エンディング曲
3. 未来の花束 （Instrumental） [5:29]
4. 明日の空 （Instrumental） [5:01]

## 出演

### ライブ
- ちちんぷいぷい音楽祭～未来の花束～（オリックス劇場、2012年5月4日）

この模様は「ちちんぷいぷい音楽祭2012～未来の花束～」（毎日放送、2012年7月7日）で放送された。
「未来の花束」、「明日の空」は中孝介、押尾コータロー、カサリンチュ、キマグレン、さかいゆう、Dew、つじあやの、元ちとせ、ひいらぎ、まきちゃんぐ、Rakeによるスペシャル版で披露した。